# Communauté de communes du Lot et de la Serre
La  Communauté de Communes Lot et Serre  est une ancienne communauté de communes française, située dans le département de l'Aveyron.

## Composition
Elle était composée des communes suivantes :
| Nom                     | Code Insee | Gentilé           | Superficie (km2) | Population (dernière pop. légale) | Densité (hab./km2) |
| ----------------------- | ---------- | ----------------- | ---------------- | --------------------------------- | ------------------ |
| Campagnac (siège)       | 12047      | Campagnacois      | 41,88            | 461 (2014)                        | 11                 |
| La Capelle-Bonance      | 12055      | Capelains         | 14,12            | 99 (2014)                         | 7                  |
| Saint-Laurent-d'Olt     | 12237      | Saint-Laurentéens | 28,74            | 621 (2014)                        | 22                 |
| Saint-Martin-de-Lenne   | 12239      | Saint-Martiniers  | 9,48             | 291 (2014)                        | 31                 |
| Saint-Saturnin-de-Lenne | 12247      | Saint-Saturninois | 33,81            | 325 (2014)                        | 9,6                |

## Démographie
| 1999  | 2013  |
| ----- | ----- |
| 1 633 | 1 812 |

## Administration
| Période | Période       | Identité          | Étiquette | Qualité            |
| ------- | ------------- | ----------------- | --------- | ------------------ |
| 2002    | décembre 2016 | Jean-Michel Ladet | DVG       | Maire de Campagnac |

## Sources
- Base de données ASPIC pour l'Aveyron, édition 11/2006.
- le SPLAF pour l'Aveyron, édition 11/2006.